# Евмольп
Евмольп (грец. Εύμολπος) — цар міфічного народу фракійців (яких слід відрізняти від історичних фракійців), син Посейдона та Хіони, онук Борея.
Його рідна мати викинула в море, аби приховати від свого батька Борея зв'язок з Посейдоном. Той спас сина і віддав його на виховання свої дочці Бентесікімі. Коли Евмольп подорослішав, Бентесікіма одружила його на одній зі своїх дочок, проте він покохав іншу її дочку, за що Бентесікіма прогнала його. 
Після багатьох пригод Евмольп прибув до Елевсіну, де став жерцем Деметри. Разом з доньками елевсінського володаря Келея вважається засновником елевсінських містерій, відтоді елевсінське жрецтво залишилося спадковим у роді його нащадків, які, згідно з античними джерелами, виконували жрецькі обов'язки понад 1000 років (до IV ст. до н. е.). За порушення таємниць містерій винних карали надзвичайно суворо.